# وزارت نفت (ایران)
وزارت نفت از وزارتخانه‌های دولت جمهوری اسلامی ایران است، که وظیفه اعمال اصل مالکیت و حاکمیت ملی ایران بر ذخایر و منابع نفت و گاز، همچنین تفکیک وظایف حاکمیتی از تصدی در اداره و توسعه صنعت نفت و گاز کشور را برعهده دارد.
وزارت نفت پس از وقوع انقلاب، در سال ۱۳۵۸ در دولت موقت، در پی خروج حسن نزیه؛ مدیرعامل وقت شرکت ملی نفت ایران از کشور تأسیس شد. ساختار سازمانی این وزارتخانه از یک ستاد مرکزی و ۴ شرکت تابعه شامل؛ شرکت ملی نفت ایران، شرکت ملی گاز ایران، شرکت ملی صنایع پتروشیمی ایران و شرکت ملی پالایش و پخش فراورده‌های نفتی ایران تشکیل شده‌است و از طریق نظارت بر شرکت‌های فرعی خود، بر عملیات اکتشاف، تولید و بهره‌برداری، بازاریابی، توزیع و فروش نفت خام، گاز طبیعی و فراورده‌های نفتی نظارت می‌نماید. این وزارتخانه علاوه بر تأمین نیازهای اصلی انرژی، بالغ بر ۸۰٪ از درآمد ارزی خارجی دولت را به‌وسیله صدور نفت خام و فراورده‌های نفتی، تأمین می‌کند.

## تاریخچه
ایران با برخورداری از ۸۳۶ میلیارد بشکه ذخایر درجای هیدروکربور مایع (نفت خام، مایعات و میعانات گازی) و حدود ۳۴ تریلیون متر مکعب ذخایر گازی و با قرار گرفتن در رتبه نخست دنیا از حیث برخورداری از مجموع ذخایر هیدروکربوری، در جایگاه بی‌بدیلی از لحاظ امنیت انرژی در جهان قرار دارد.
پیشنهاد ملی شدن صنعت نفت در ۸ آذرماه ۱۳۲۹ در کمیسیون مخصوص نفت مجلس شورای ملی به امضای ۱۷ تن از نمایندگان این کمیسیون رسیده است. در متن پیام آمده بود:
به نام سعادت ملت ایران و به منظور کمک به تأمین صلح جهانی، امضاکنندگان ذیل پیشنهاد می‌نماییم که صنعت نفت ایران در تمام مناطق کشور بدون استثنا ملی اعلام شود؛ یعنی تمام عملیات اکتشاف، استخراج و بهره‌برداری در دست دولت قرار بگیرد.
در پی اعلام وصول این پیشنهاد، قانون «ملی شدن نفت در سراسر کشور و ۲ ماه تمدید به کمیسیون نفت جهت مطالعه در اطراف اجرای این اصل» در ۲۹ اسفندماه ۱۳۲۹ در مجلس شورای ملی و نهایتاً در مجلس سنا تصویب و در پی آن شرکت ملی نفت ایران تأسیس شد. اولین هیئت مدیره موقت شرکت ملی نفت، در پی اجرای قانون ملی شدن صنعت نفت و پس از خلع ید از شرکت نفت ایران و انگلیس، در خردادماه ۱۳۳۰ تشکیل شد و پس از آن قوانین جدیدی برای این شرکت نوپا تصویب شد.
تصویب «قانون توسعه صنایع پتروشیمی» در بیستم تیرماه ۱۳۴۴ و «قانون توسعه صنعت گاز» در ۲۵ اردیبهشت‌ماه ۱۳۵۱، چارچوب قانونی فعالیت شرکت ملی نفت ایران را در بحث منابع هیدروکربوری و فراورده‌های آن تعیین کرد ، علاوه بر آن حدود مشارکت موسسات و شرکت‌های ایرانی یا خارجی را برای حضور در طرح‌های تولید محصولات پتروشیمی روشن کرد.
سرانجام با تصویب اولین «قانون نفت» در هشتم مردادماه ۱۳۵۳ ،علاوه بر تعریف اصطلاحات و ضوابط کار در محدوده منابع هیدروکربوری کل کشور، شرح مبسوطی در بحث ارائه و دریافت پیشنهادها، امضای قرادادهای پیمانکاری، شرایط خاتمه قرارداد، محافظت منابع و جلوگیری از آلودگی محیط زیست، حفظ منافع ایران و شرایط تعیین قیمت ارائه شد. با تصویب اولین «قانون نفت»، «قانون اساسنامه شرکت ملی نفت ایران» نیز در هفدهم خردادماه ۱۳۵۶ در پنج فصل به تصویب رسید. «کلیات و سرمایه»؛ «موضوع، وظایف، حقوق و اختیارات شرکت»؛ «ارکان شرکت»؛ «ترازنامه و حساب سود و زیان»، ۴ فصل ابتدایی قانون اساسنامه را تشکیل داده است و در فصل پنجم این قانون نیز به «سایر مقررات» پرداخته شده‌است.
پس از آن «اساسنامه شرکت ملی صنایع پتروشیمی» و «اساسنامه شرکت ملی گاز ایران» نیز به ترتیب در ۲۱ آبان ماه ۱۳۵۶ و ۲۵ آبان ماه همان سال به تصویب مجلس رسید. پس از وقوع انقلاب، با الزام به رعایت برخی اصول و با توجه به خروج کارشناسان خارجی از کشور، تدوین و تصویب قوانین جدید نیز در دستور کار مجلس شورای اسلامی قرار گرفت و بدین ترتیب ،قانون نفت جدید در نهم مهرماه ۱۳۶۶ به تصویب رسید. گرچه این قانون هیچگاه به‌طور عملی به اجرا در نیامده است.

### حمله سایبری
هکرهای گروه انانیموس وب سایت وزارت نفت را در اوایل مهر ۱۴۰۱ هک کردند.

## وزیران نفت
در طول ۲۶ سال نخست از فعالیت وزارت نفت، تنها ۵ وزیر در این وزارتخانه حاضر شده بودند، که دو نفر از آنان (تندگویان و معین‌فر) وزارتی به طول یک سال داشتند و ۳ نفر بعدی مجموعاً ۲۵ سال وزیر بودند. اما در دولت محمود احمدی‌نژاد ۴ وزیر و ۳ سرپرست در وزارت نفت حاضر شدند، که یکی از آن‌ها خود احمدی‌نژاد بود و ۳ نفر نیز نتوانستند رای اعتماد مجلس شورای اسلامی را کسب کنند. هم‌اکنون محسن پاک نژاد وزیر نفت ایران است.

## مأموریت، اهداف و استراتژی

### مأموریت
شرکت ملی نفت ایران ،نماد و مظهر استقلال ملی و رکن صیانت از نفت و گاز کشور، به عنوان مؤلفه اصلی تولید اقتصادی ایران شناخته می‌شود. تولید نفت خام و گاز طبیعی و هیدروکربورهای مایع، فراورش و انتقال و بازاریابی و فروش آن به عنوان بخشی از انفال و ثروت ملی و نیز صیانت از این دارایی عمومی مأموریت اصلی شرکت ملی نفت ایران قلمداد می‌شود، از این رو برای عمل به این مأموریت، تجهیز تأسیسات و طراحی مجموعه‌های صنعتی و تولیدی و آموزش نیروی انسانی بومی و استفاده  کردن حداکثری از توان و قابلیت‌های ملی ایران برای استفاده بهینه از ثروت ملی نیز در زمره مأموریت‌ها و وظایف حاکمیتی شرکت ملی نفت ایران تلقی می‌شود.

### اهداف
اهداف و سیاست‌های کلان و بخشی شرکت ملی نفت ایران تابعی از سیاست‌ها و خط‌ مشی‌های اساسی نظام ایران است و بر همین اساس، چشم‌انداز شرکت ملی نفت ایران را می‌توان در چارچوب استراتژی‌های کلان اقتصاد ملی ایران و اسناد بالادستی معتبر و مهمی همچون سند چشم‌انداز و برنامه‌های توسعه پنج ساله کشور رصد کرد.

### چشم‌انداز
با توجه به جایگاهی که صنعت نفت ایران از آن برخوردار است، چشم‌انداز این صنعت از اهمیت بسیاری برخوردار می‌باشد، به‌طوریکه در این رابطه اهداف گوناگونی برای آن در نظر گرفته شده‌است. کاهش شدت انرژی کشور به کمتر از ۰٫۳ (معادل یک تن نفت خام به ازای هزار دلار تولید ناخالص داخلی به قیمت ثابت سال ۲۰۰۰) حفظ جایگاه ظرفیت دومین تولیدکننده نفت خام در اوپک که مستلزم حفظ فاصله مناسب از نظر ایجاد ظرفیت تولید با سایر رقبا است و دستیابی به جایگاه دوم جهانی در ظرفیت تولید گاز طبیعی با توجه به ضرورت استفاده کردن از مخازن مشترک از جمله مواردی است که در چشم‌انداز صنعت نفت مورد توجه قرار گرفته‌است. سایر موارد شامل؛ دستیابی به جایگاه اول منطقه به لحاظ ظرفیت پالایشی به منظور ایجاد بالاترین ارزش افزوده از منابع هیدروکربوری کشور، دستیابی به جایگاه اول منطقه از لحاظ ارزش تولید مواد و کالاهای پتروشیمیایی به منظور ایجاد بالاترین ارزش افزوده از منابع هیدروکربوری کشور و نیل به جایگاه اول فناوری نفت و گاز در منطقه است.

## صنایع گاز

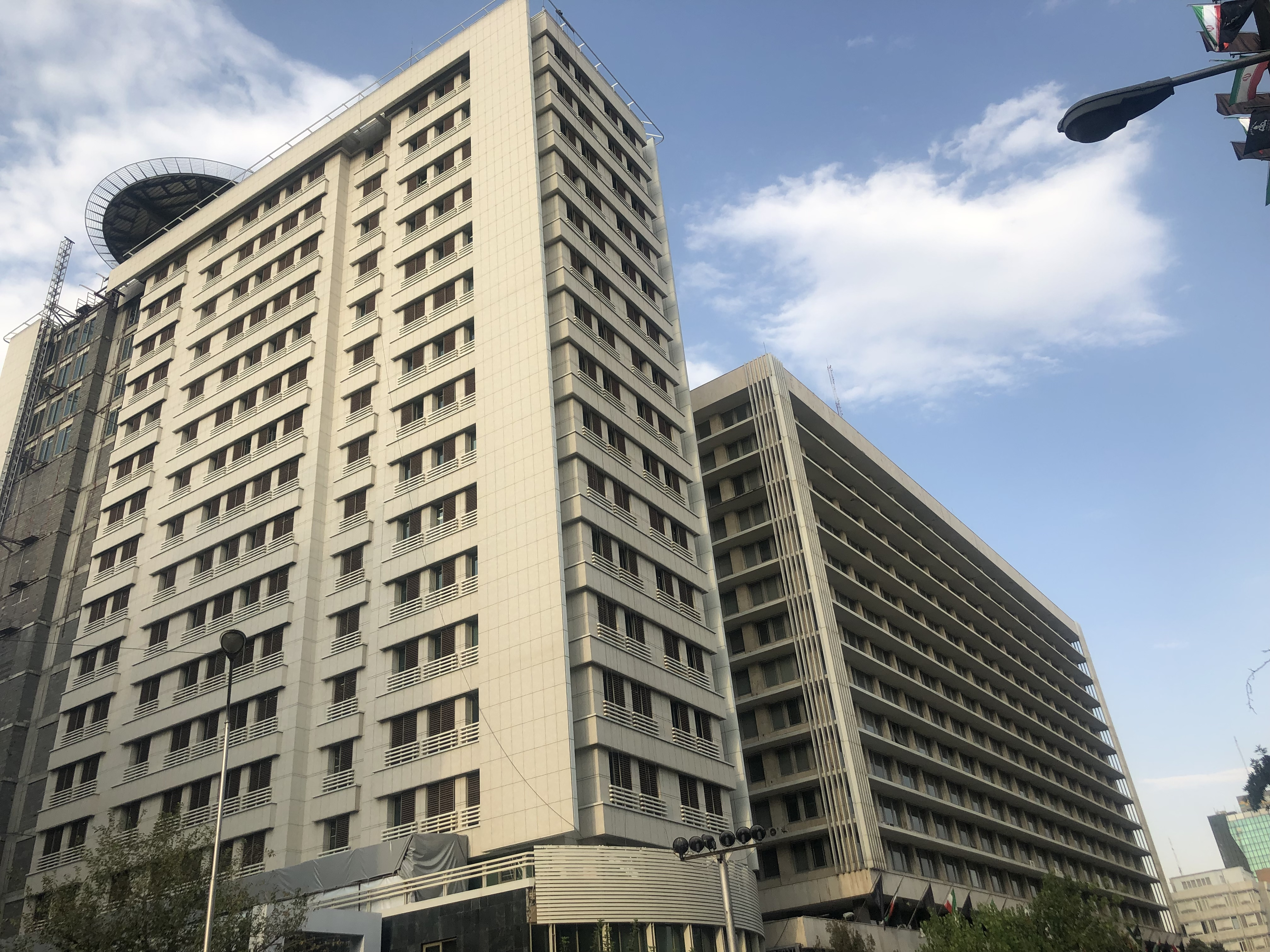
دفتر مرکزی شرکت ملی نفت ایران

شرکت ملی نفت ایران به‌عنوان شرکت تابعۀ وزارت نفت، در زمینهٔ استخراج گاز ترش از میادین گازی و میادین نفتی و همچنین تولید گاز طبیعی (سی‌ان‌جی) و میعانات گازی از آن فعال است و با داشتن هجده درصد از ذخایر گاز جهان، پس از روسیه دومین دارندهٔ ذخایر گاز در جهان شناخته می‌شود؛ اما این شرکت به‌دلیل ناتوانی در جذب سرمایه‌گذار نتوانسته به تولید چشمگیری در مقایسه با میزان ذخایر خود دست‌یابد. به‌گونه‌ای که از زمان پایان جنگ ایران و عراق، قطر در میدان گازی پارس جنوبی که بزرگ‌ترین میدان گازی جهان و میان ایران و قطر نیز مشترک است، بیش از ۴۰۰ میلیارد دلار آمریکا سرمایه‌گذاری نموده اما ایران با وجود آنکه به‌دلیل داشتن شرکت‌های طراحی و ساخت تجهیزات و ماشین‌آلات صنایع نفت‌وگاز مانند صنایع آذرآب و ماشین‌سازی اراک، نیازی به سرمایه‌گذاری‌های سنگینی به‌شکل ارزی نداشته؛ حجم میزان جمع سرمایه‌گذاری ریالی و دلاری شرکت ملی نفت ایران در این میدان در حدود تنها ۸۱ میلیارد دلار آمریکا برآورد می‌شود. در سال‌های گذشته است، این معضل خود را به‌شکل مشکلاتی مانند افت تولید گاز طبیعی نشان داده که علاوه‌بر افت درآمد صنعت نفت‌وگاز کشور ایران منجر به ناتوانی شرکت ملی گاز ایران در تأمین گاز بسیاری از صنایع ارزآور مانند فولاد و سیمان، همچنین ناتوانی در تأمین گاز نیروگاه‌ها شده‌است. این مسئله خود منجر به وادارشدن نیروگاه‌هایی مانند شهید رجایی قزوین و شازند اراک به به‌کارگیری مازوت به‌عنوان سوخت نیروگاه و بالطبع آلودگی شدید هوا در این شهرها شده و بیماری‌های خطرناکی مانند سرطان و ام‌اس را در شهروندان آنان بسیار شایع ساخته‌است.

## شرکت‌های تابعه
| شرکت ملی نفت ایران         | شرکت ملی نفت ایران            | شرکت ملی نفت ایران                        | شرکت ملی گاز ایران            | شرکت ملی گاز ایران                 | شرکت ملی گاز ایران              | شرکت ملی صنایع پتروشیمی ایران  | شرکت ملی صنایع پتروشیمی ایران           | شرکت ملی صنایع پتروشیمی ایران | شرکت ملی پالایش و پخش فراورده‌های نفتی ایران | شرکت ملی پالایش و پخش فراورده‌های نفتی ایران | شرکت ملی پالایش و پخش فراورده‌های نفتی ایران | شرکت ملی پالایش و پخش فراورده‌های نفتی ایران | شرکت ملی پالایش و پخش فراورده‌های نفتی ایران | شرکت ملی پالایش و پخش فراورده‌های نفتی ایران |
| حوزه تولید                 | حوزه توسعه و مهندسی           | حوزه عملیات غیر صنعتی                     | شرکت‌های ستادی                 | شرکت‌های گاز استانی                 | شرکت‌های پالایش گاز              | ماهشهر                         | عسلویه                                  | سایر مناطق                    | شرکت ملی پخش فراورده‌های نفتی ایران          | شرکت ملی پخش فراورده‌های نفتی ایران          | شرکت ملی پخش فراورده‌های نفتی ایران          | شرکت خطوط لوله و مخابرات نفت ایران          | شرکت ملی مهندسی و ساختمان نفت ایران         | پالایشگاه‌های تحت مدیریت                     |
| حوزه تولید                 | حوزه توسعه و مهندسی           | حوزه عملیات غیر صنعتی                     | شرکت‌های ستادی                 | شرکت‌های گاز استانی                 | شرکت‌های پالایش گاز              | ماهشهر                         | عسلویه                                  | سایر مناطق                    | حوزه شمال                                   | حوزه مرکز                                   | حوزه جنوب                                   | شرکت خطوط لوله و مخابرات نفت ایران          | شرکت ملی مهندسی و ساختمان نفت ایران         | پالایشگاه‌های تحت مدیریت                     |
| -------------------------- | ----------------------------- | ----------------------------------------- | ----------------------------- | ---------------------------------- | ------------------------------- | ------------------------------ | --------------------------------------- | ----------------------------- | ------------------------------------------- | ------------------------------------------- | ------------------------------------------- | ------------------------------------------- | ------------------------------------------- | ------------------------------------------- |
| شرکت ملی مناطق نفت‌خیز جنوب | شرکت نفت و گاز پارس           | سازمان منطقه ویژه اقتصادی انرژی پارس      | شرکت مهندسی و توسعه گاز ایران | شرکت گاز استان آذربایجان شرقی      | شرکت پالایش گاز ایلام           | پتروشیمی بندر امام             | پتروشیمی پردیس                          | پتروشیمی شازند اراک           | آذربایجان شرقی                              | مرکزی                                       | آبادان                                      | منطقه اصفهان                                |                                             | پالایشگاه آبادان                            |
| شرکت نفت مناطق مرکزی ایران | شرکت مهندسی و توسعه نفت ایران | سازمان منطقه ویژه اقتصادی انرژی لاوان     | شرکت انتقال گاز ایران         | شرکت گاز استان آذربایجان غربی      | شرکت پالایش گاز بید بلند        | فرآورش بندر امام               | پتروشیمی نوری (برزویه)                  | پتروشیمی اصفهان               | آذربایجان غربی                              | ایلام                                       | اهواز                                       | منطقه تهران                                 |                                             | پالایشگاه شازند اراک                        |
| شرکت نفت فلات قاره ایران   | شرکت نفت خزر                  | سازمان بهداشت و درمان صنعت نفت            | شرکت ذخیره‌سازی گاز طبیعی      | شرکت گاز استان اردبیل              | شرکت پالایش گاز پارسیان         | کیمیا بندر امام                | پتروشیمی پارس                           | پتروشیمی خارگ                 | اردبیل                                      | اصفهان                                      | بوشهر                                       | منطقه جنوب شرق                              |                                             | پالایشگاه اصفهان                            |
| شرکت نفت و گاز اروندان     | شرکت بازرگانی نفت ایران       | سازمان منطقه ویژه اقتصادی پتروشیمی ماهشهر | شرکت بازرگانی گاز ایران       | شرکت گاز استان اصفهان              | شرکت پالایش گاز سرخون و قشم     | بسپاران بندر امام              | پلیمر آریا ساسول                        | پتروشیمی تبریز                | تربت حیدریه                                 | تهران                                       | چابهار                                      | منطقه خلیج فارس                             |                                             | پالایشگاه بندرعباس                          |
| شرکت پایانه‌های نفتی ایران  | شرکت بهینه‌سازی مصرف سوخت کشور |                                           |                               | شرکت گاز استان البرز               | شرکت پالایش گاز شهید هاشمی نژاد | آب نیرو بندر امام              | پتروشیمی مبین                           | پتروشیمی شیراز                | چالوس                                       | چهارمحال و بختیاری                          | خراسان جنوبی                                | منطقه خوزستان                               |                                             | پالایشگاه تبریز                             |
| شرکت ملی حفاری ایران       |                               |                                           |                               | شرکت گاز استان ایلام               | شرکت مجتمع گاز پارس جنوبی       | پتروشیمی اروند                 | پتروشیمی زاگرس                          | پتروشیمی شهدای مرودشت         | خراسان شمالی                                | قم                                          | زاهدان                                      | منطقه شمال                                  |                                             | پالایشگاه تهران                             |
|                            |                               |                                           |                               | شرکت گاز استان بوشهر               | شرکت پالایش گاز فجر جم          | پتروشیمی امیرکبیر              | پتروشیمی مهر                            | پتروشیمی خراسان               | خراسان رضوی                                 | کرمانشاه                                    | فارس                                        | منطقه شمال شرق                              |                                             | پالایشگاه شیراز                             |
|                            |                               |                                           |                               | شرکت گاز استان تهران               | شرکت پالایش گاز بید بلند ۲      | پتروشیمی بوعلی سینا            | پتروشیمی جم                             | صنایع پتروشیمی کرمانشاه       | زنجان                                       | کردستان                                     | کرمان                                       | منطقه شمال غرب                              |                                             | پالایشگاه کرمانشاه                          |
|                            |                               |                                           |                               | شرکت گاز استان چهارمحال بختیاری    |                                 | پتروشیمی شهید تندگویان         | پتروشیمی مروارید                        | پتروشیمی بیستون               | ساری                                        | البرز                                       | کهگیلویه و بویراحمد                         | منطقه غرب                                   |                                             | پالایشگاه لاوان                             |
|                            |                               |                                           |                               | شرکت گاز استان خراسان جنوبی        |                                 | پتروشیمی خوزستان               | پتروشیمی کاویان                         | پلیمر کرمانشاه                | سبزوار                                      | لرستان                                      | هرمزگان                                     | منطقه فارس                                  |                                             | پالایشگاه ستاره خلیج فارس                   |
|                            |                               |                                           |                               | شرکت گاز استان خراسان رضوی         |                                 | پتروشیمی فجر                   | فرسا شیمی                               | پتروشیمی ارومیه               | شاهرود                                      | همدان                                       |                                             | منطقه لرستان                                |                                             | پالایشگاه هرمز                              |
|                            |                               |                                           |                               | شرکت گاز استان خراسان شمالی        |                                 | پتروشیمی کارون                 | پلی پروپیلن جم                          | پتروشیمی ایلام                | قزوین                                       | یزد                                         |                                             | منطقه مرکزی                                 |                                             | پالایشگاه خوزستان                           |
|                            |                               |                                           |                               | شرکت گاز استان خوزستان             |                                 | پتروشیمی فن آوران              | اهتمام جم                               | شرکت پلی نار                  | گیلان                                       |                                             |                                             |                                             |                                             | پالایشگاه پارس                              |
|                            |                               |                                           |                               | شرکت گاز استان زنجان               |                                 | پتروشیمی رازی                  | توسعه صنایع پتروشیمی پلی استایرن انتخاب | پتروشیمی آبادان               | گلستان                                      |                                             |                                             |                                             |                                             | پالایشگاه آناهیتا                           |
|                            |                               |                                           |                               | شرکت گاز استان سمنان               |                                 | پتروشیمی مارون                 | پتروشیمیایی تخت جمشید پارس عسلویه       | شرکت کربن ایران               | میاندوآب                                    |                                             |                                             |                                             |                                             | پالایشگاه شهریار                            |
|                            |                               |                                           |                               | شرکت گاز استان سیستان و بلوچستان   |                                 | پتروشیمی لاله                  |                                         | پتروشیمی قائد بصیر            |                                             |                                             |                                             |                                             |                                             | پالایشگاه کاسپین                            |
|                            |                               |                                           |                               | شرکت گاز استان فارس                |                                 | پتروشیمی فارابی                |                                         | پتروشیمی NPC Alliance         |                                             |                                             |                                             |                                             |                                             |                                             |
|                            |                               |                                           |                               | شرکت گاز استان قزوین               |                                 | پتروشیمی غدیر                  |                                         | پتروشیمی لرستان               |                                             |                                             |                                             |                                             |                                             |                                             |
|                            |                               |                                           |                               | شرکت گاز استان قم                  |                                 | مجتمع پتروشیمی شیمی بافت       |                                         | پتروشیمی کردستان              |                                             |                                             |                                             |                                             |                                             |                                             |
|                            |                               |                                           |                               | شرکت گاز استان کردستان             |                                 | مجتمع پتروشیمی نوید زرشیمی     |                                         | پتروشیمی مهاباد               |                                             |                                             |                                             |                                             |                                             |                                             |
|                            |                               |                                           |                               | شرکت گاز استان کرمان               |                                 | پتروشیمی امیر سرتیپ شهید رسولی |                                         | متانول کاوه                   |                                             |                                             |                                             |                                             |                                             |                                             |
|                            |                               |                                           |                               | شرکت گاز استان کرمانشاه            |                                 | شیمی تکس آریا                  |                                         |                               |                                             |                                             |                                             |                                             |                                             |                                             |
|                            |                               |                                           |                               | شرکت گاز استان کهگیلویه و بویراحمد |                                 | آریا فسفریک جنوب               |                                         |                               |                                             |                                             |                                             |                                             |                                             |                                             |
|                            |                               |                                           |                               | شرکت گاز استان گلستان              |                                 | پتروشیمی رجال                  |                                         |                               |                                             |                                             |                                             |                                             |                                             |                                             |
|                            |                               |                                           |                               | شرکت گاز استان گیلان               |                                 | پتروشیمی تخت جمشید             |                                         |                               |                                             |                                             |                                             |                                             |                                             |                                             |
|                            |                               |                                           |                               | شرکت گاز استان لرستان              |                                 | خوارزمی بندر امام              |                                         |                               |                                             |                                             |                                             |                                             |                                             |                                             |
|                            |                               |                                           |                               | شرکت گاز استان مازندران            |                                 | پتروکیمیای ابن سینا            |                                         |                               |                                             |                                             |                                             |                                             |                                             |                                             |
|                            |                               |                                           |                               | شرکت گاز استان مرکزی               |                                 |                                |                                         |                               |                                             |                                             |                                             |                                             |                                             |                                             |
|                            |                               |                                           |                               | شرکت گاز استان هرمزگان             |                                 |                                |                                         |                               |                                             |                                             |                                             |                                             |                                             |                                             |
|                            |                               |                                           |                               | شرکت گاز استان همدان               |                                 |                                |                                         |                               |                                             |                                             |                                             |                                             |                                             |                                             |
|                            |                               |                                           |                               | شرکت گاز استان یزد                 |                                 |                                |                                         |                               |                                             |                                             |                                             |                                             |                                             |                                             |

### نفت
شرکت ملی نفت ایران، وظیفه اکتشاف و تولید نفت خام، گاز طبیعی و میعانات گازی را در ایران برعهده دارد . از طریق شرکت‌های تابعه و زیرمجموعه خود، خوراک مورد نیاز ۳ شرکت دیگر زیرمجموعه وزارت نفت را تأمین می‌کند. شرکت ملی مناطق نفت خیز جنوب بزرگ‌ترین تولیدکننده نفت خام و شرکت نفت مناطق مرکزی ایران، بزرگ‌ترین تولیدکننده گاز طبیعی زیرمجموعه شرکت ملی نفت ایران محسوب می‌شوند.
شرکت ملی نفت ایران پیش از انقلاب، کلیه وظایف و اختیارات وزارت نفت را برعهده داشت، که پس از ایجاد تغییراتی در اساسنامه این شرکت، از سال ۱۳۵۸ تاکنون به‌عنوان یکی از ۴ شرکت اصلی زیرمجموعه این وزارتخانه محسوب می‌شود.
شرکت‌های زیرمجموعه شرکت ملی نفت:
- شرکت ملی مناطق نفت‌خیز جنوب
- شرکت نفت مناطق مرکزی ایران
- شرکت نفت فلات قاره ایران
- شرکت نفت و گاز اروندان
- شرکت ملی حفاری ایران
- شرکت مهندسی و توسعه نفت ایران
- شرکت پایانه‌های نفتی ایران
- شرکت منطقه ویژه اقتصادی انرژی پارس
- شرکت بازرگانی نفت ایران
- شرکت بهینه‌سازی مصرف سوخت کشور
- شرکت نفت و گاز پارس

بزرگ‌ترین شرکت بهره‌بردار و تولیدکننده نفت در مجموعه وزارت نفت شرکت بهره‌برداری نفت و گاز کارون با تولید روزانه ۱ میلیون و ۲۰۰ هزار بشکه نفت خام در روز است که بیش از ۴۰ درصد از کل نفت تولید شده ایران را تأمین می‌کند.

### گاز
شرکت ملی گاز ایران، در سال ۱۳۴۴ تأسیس شده است و هم‌اکنون در زمینه فراورش، انتقال و توزیع گاز طبیعی در کشور فعالیت می‌کند. مصرف گاز در ایران در سال ۵۷ تنها ۲٬۵ میلیارد متر مکعب بود که این رقم در سال ۶۸ به ۴٫۵ میلیارد مترمکعب، در سال ۷۶ به ۴۶ میلیارد مترمکعب، در سال ۸۴ به ۱۰۰ میلیارد مترمکعب و در سال ۹۲ به ۱۴۵ میلیارد مترمکعب افزایش یافته‌است. جمعیت تحت پوشش شبکه گازرسانی کشور در سال ۵۷ کمتر از یک درصد بوده‌است که در سال‌های ۶۸، ۷۶ و ۸۴ به ترتیب به ۹، ۲۷ و ۶۱٬۸ درصد رسیده‌است؛ این رقم در سال ۹۲ به ۸۷ و اواخر سال ۹۴ به ۹۰ درصد رسیده‌است. وزارت نفت در تلاش است پوشش شبکه گازرسانی را تا سال ۹۶ به بیش از ۹۵ درصد جمعیت کشور برساند که با توجه به وجود نقاط پراکنده، پوشش بیش از ۹۵ درصدی به معنای گازرسانی به کل کشور است.
در زمینه صادرات گاز، ایران هم‌اکنون تنها به ترکیه گاز صادر می‌کند، اما افزایش میزان صادرات گاز به روزانه ۲۰۰ میلیون مترمکعب در برنامه وزارت نفت قرار دارد و در این بین، صادرات گاز با خط لوله به کشورهای همسایه و پروژه ایران ال ان جی، در اولویت هستند. ایران حالا ۲ درصد از بازار گاز جهان را در اختیار دارد و سهم گاز در سبد انرژی کشورمان به حدود ۷۰ درصد رسیده‌است.

### پتروشیمی
شرکت ملی صنایع پتروشیمی ایران یکی از چهار شرکت اصلی وابسته به وزارت نفت دولت جمهوری اسلامی ایران می‌باشد. این شرکت که در سال ۱۳۴۳ تأسیس شده‌است مسئولیت توسعه صنایع پتروشیمی ایران را بر عهده دارد. اولین گام‌های ایجاد این صنعت با راه‌اندازی یک واحد کوچک تولید کود شیمیایی در شیراز برداشته شد. در ابتدای دهه ۱۳۹۰ و با توسعه فراگیر صنعت پتروشیمی، ایران دومین تولیدکننده و صادرکننده فراورده‌های پتروشیمی در خاورمیانه است.

### پالایش و پخش
شرکت ملی پالایش و پخش فراورده‌های نفتی ایران، یکی از ۴ شرکت اصلی وزارت نفت است، که خود دارای ۳ شرکت تابعه می‌باشد، همچنین ۹ پالایشگاه نفت (که از سال ۱۳۹۰ خصوصی شده‌اند) و کلیه جایگاه‌های پمپ بنزین فعال در کشور نیز زیر نظر این شرکت فعالیت می‌کنند.

## هیئت‌ها و مؤسسات وابسته
- دانشگاه صنعت نفت
- پژوهشگاه صنعت نفت
- مؤسسهٔ مطالعات بین‌المللی انرژی
- هیئت عالی نظارت بر منابع نفتی[۲۲]